# Ambrosiansk kirkesang
Ambrosiansk kirkesang, således kaldt efter Ambrosius, havde fra 4. århundrede stor udbredelse i den kristne kirke, indtil den efter 6. århundrede blev afløst og efterhånden ved Romerkirkens indflydelse fortrængt af den såkaldte "gregorianske kirkesang". Om selve den ambrosianske kirkesang, om dens af både samtidige (Augustinus) og senere forfattere meget omtalte, underfulde egenskaber ved vi ikke noget bestemt, da intet deraf er os levnet. At den af biskop Ambrosius i Milano indførte kirkesang har nydt en høj grad af popularitet, og at under hans førerskab de første skridt er gjort i retning af enhed i kirkens musikalske ritus, må anses for givet.
I øvrigt må vi med hensyn til sangens nærmere art og karakter nøjes med hvad vi kan slutte efter de gamle forfatteres udsagn og andre omstændigheder. Rimeligt er det, at Cantus Ambrosianus har haft sit udspring fra den orientalske kirke og haft en lignende ydre form som den antikke græske sang, at altså melodien har været metrisk dannet efter ordene, stået i nøje forbindelse med sprogaccenten. Fremdeles findes hos enkelte forfattere antydninger af, at der som en art forsiringer har været anvendt kromatiske intervaller i den dog uden tvivl ellers væsentlig diatonisk byggede melodi. Det er i disse to retninger, at den ambrosianske kirkesang vel har adskilt sig fra den senere, endnu brugelige "gregorianske".
Almindeligvis bliver den ambrosianske sangs mere folkelige egenskaber, dens evne til at gribe og bevæge masserne, fremhævet; en forfatter fra 14. århundrede, der endnu har hørt denne sang (Radulf af Tongern, d. 1403), kalder den højtidelig og kraftig, den gregorianske derimod mere jævn, enkel og velordnet. Den holdt sig længe i stor yndest, særlig i Milano, hvor endnu fandtes spor af den i begyndelsen af 1900-tallet.